# Тейлор (Нью-Йорк)
Тейлор (англ. Taylor) — місто (англ. town) в США, в окрузі Кортленд штату Нью-Йорк. Населення — 452 особи (2020).

## Демографія
Згідно з переписом 2010 року, у місті мешкали 523 особи в 191 домогосподарстві у складі 148 родин. Було 243 помешкання
Расовий склад населення:
| - 97,7 % — білих - 0,4 % — чорних або афроамериканців - 0,4 % — азіатів |

До двох чи більше рас належало 1,5 %. Частка іспаномовних становила 3,4 % від усіх жителів.
За віковим діапазоном населення розподілялося таким чином: 24,7 % — особи молодші 18 років, 62,7 % — особи у віці 18—64 років, 12,6 % — особи у віці 65 років та старші. Медіана віку мешканця становила 40,7 року. На 100 осіб жіночої статі у місті припадало 99,6 чоловіків;  на 100 жінок у віці від 18 років та старших — 98,0 чоловіків також старших 18 років.
Середній дохід на одне домашнє господарство  становив 67 937 доларів США (медіана — 51 667), а середній дохід на одну сім'ю — 70 473 долари (медіана — 51 250). Медіана доходів становила 42 250 доларів для чоловіків та 34 375 доларів для жінок. За межею бідності перебувало 6,4 % осіб, у тому числі 14,5 % дітей у віці до 18 років та 4,1 % осіб у віці 65 років та старших.
Цивільне працевлаштоване населення становило 247 осіб. Основні галузі зайнятості: освіта, охорона здоров'я та соціальна допомога — 27,5 %, виробництво — 14,6 %, науковці, спеціалісти, менеджери — 11,3 %, сільське господарство, лісництво, риболовля — 10,1 %.